# Mycosphaerella daviesiicola
Mycosphaerella daviesiicola är en svampart som beskrevs av Beilharz & Pascoe 2002. Mycosphaerella daviesiicola ingår i släktet Mycosphaerella och familjen Mycosphaerellaceae.   Inga underarter finns listade i Catalogue of Life.